# Ctenoplusia camptogamma
Ctenoplusia camptogamma là một loài bướm đêm trong họ Noctuidae.